# Клеверный стеблевой долгоносик
Клеверный стеблевой долгоносик (лат. Apion seniculus) — жук из семейства семяедов (Apionidae). 
Жук длиной 2—3,5 мм. Тело чёрное, с оловянно-синеватым блеском. Головотрубка тонкая и длинная. Надкрылья продольно-овальные, эллиптические. 
Жуки питаются тканями листьев клевера, а личинки развиваются внутри стеблей, иногда углубляются через корневую шейку в корень. Также кормовыми растениями для данного вида являются люцерна, реже эспарцет.
Больше всего страдают посевы второго и третьего годов. Поврежденные растения плохо перезимовывают и отрастают.